# Escuadra hacia la muerte
Escuadra hacia la muerte es una obra de teatro en dos actos, divididos en seis cuadros, de Alfonso Sastre, estrenada en 1953.

## Argumento
La obra se desarrolla en una hipotética Tercera Guerra Mundial, en la que un escuadrón de cinco hombres, dirigidos por el Cabo Gobán, son enviados a un puesto de avanzadilla para informar de los ataques enemigos a la retaguardia. Los soldados, carentes de espíritu militar terminan, durante una borrachera, asesinando a Gobán, al que perciben como un obstáculo para su propia supervivencia.
A partir de ese momento, Pedro, Andrés, Adolfo, Javier y Luis se plantean la mejor forma de conservar sus vidas en el escenario al que se enfrentan. El primero, con sentimiento de arrepentimiento, decide volver con sus filas a sabiendas de que será fusilado por traición; Javier se quita la vida, en la creencia de que todo ha sido una trampa de los mandos de su ejército, Andrés y Adolfo escapan y Luis se prepara para continuar con su propia vida.

## Representaciones
- Teatro María Guerrero. Estreno. Compañía del Teatro Popular Universitario. 18 de marzo de 1953.[1]
  - Dirección: Gustavo Pérez Puig.
  - Escenografía: Manuel L. Guerrero.
  - Intérpretes: Adolfo Marsillach, Agustín González, Fernando Guillén, Félix Navarro, Juanjo Menéndez, Miguel Ángel.

- Teatro Real Coliseo de Carlos III, El Escorial, 28 de diciembre de 1989.[3]
  - Dirección: Antonio Malonda.
  - Intérpretes: Pastor Serrador, Juan Calot, César Sánchez, Fernando Tejeda, Arturo Querejeta, Alberto Alonso, Vicente Cuesta.

- Televisión. Estudio 1, TVE, 22 de julio de 2006.[4][5]
  - Guion y Dirección: Raúl Hernández Garrido
  - Intérpretes: Críspulo Cabezas, Manuel Feijóo, Iñaki Font, Alberto Jiménez, Sergio Peris-Mencheta, Diego Toucedo.

- Teatro María Guerrero. 2016.[6]
  - Dirección: Paco Azorín.
  - Intérpretes: Jan Cornet, Iván Hermés, Carlos Martos, Agus Ruiz, Unax Ugalde, Julián Villagrán.